# Goburg (Berg)
Die Goburg ist mit 543,4 m ü. NHN der höchste Berg des Eichsfeldes und des Naturparkes Eichsfeld-Hainich-Werratal. Sie liegt bei Volkerode im Oberen Eichsfeld (Obereichsfeld) im Nordwestthüringischen Landkreis Eichsfeld an der Grenze zu Hessen (Deutschland).

## Geographie

### Lage
Die Goburg erhebt sich jeweils am Westrand des Oberen Eichsfeldes, vom Nordwestteil des Naturparks Eichsfeld-Hainich-Werratal und des Landkreises Eichsfeld. Sein Gipfel liegt 1,9 km westnordwestlich von Volkerode. Die nächstgelegene Stadt, Bad Sooden-Allendorf, befindet sich 5,5 km westlich und Heilbad Heiligenstadt 14 km nordnordöstlich. Entlang der westlichen Abbruchkante des Bergplateaus verläuft die Landesgrenze zu Hessen, die der ehemaligen Innerdeutschen Grenze entspricht und wo das heutige Grüne Band Deutschland verläuft.
Nach Norden führt der Gebirgskamm in Richtung des Hesselkopfs (506 m) und nach Südosten in Richtung der Pfaffschwender Kuppe (493,6 m), und im Südwesten grenzt er an den höchsten Berg der Gobert, den Hohestein (569 m). Nach Westen endet er mit einer steilen Abbruchkante, wie der Felsformation am Uhlenkopf (ca. 520 m) in Richtung Sooden-Allendorfer Werratal.

### Naturräumliche Zuordnung
Die Goburg gehört in der naturräumlichen Haupteinheitengruppe Thüringer Becken (mit Randplatten) (Nr. 48), in der Haupteinheit Nordwestliche Randplatten des Thüringer Beckens (483) und in der Untereinheit Allendorfer Wald (483.1) zum Naturraum Gobert (483.10).
Entsprechend der innerthüringischen Gliederung (Die Naturräume Thüringens) wird er der Einheit Werrabergland-Hörselberge zugeordnet. Nach neueren Einteilungen des Bundesamts für Naturschutz (BfN) wird er ebenfalls dem Unteren Werrabergland zugerechnet.

## Natur und Schutzgebiete
Auf der Goburg gibt es Buchenmischwald mit Nadelforsten. Infolge der ehemaligen innerdeutschen Grenze und der relativen Abgeschiedenheit konnte sich eine vielfältige Flora und Fauna entwickeln. Auf den thüringischen Bergbereichen liegen Teile des Landschaftsschutzgebiets Obereichsfeld (CDDA-Nr. 390325; 2009 ausgewiesen; 384,7677 km² groß). Auf einem schmalen Streifen der thüringischen Bergbereiche befinden sich Teile des Fauna-Flora-Habitat-Gebiets Stein-Rachelsberg-Gobert (FFH-Nr. 4726-320; 7,16 km²) und des Vogelschutzgebiets (VSG) Werrabergland südwestlich Uder (VSG-Nr. 4626-420; 84,33 km²). An Letzteres schließen sich südlich der Gipfelregion Teile des hessischen VSG Felsklippen im Werra-Meißner-Kreis (VSG-Nr. 4726-401; 48,343 km²) an. Auf schmalen Streifen nördlich und südlich der Gipfelregion liegen in Hessen Teile des zweiteiligen FFH-Gebiets Kalkklippen der Gobert (FFH-Nr. 4726-350; 2,8922 km²); an dieses schließt sich im Westen das hessische FFH-Gebiet Werra- und Wehretal (FFH-Nr. 4825-302; 244,8191 km²) an. Nördlich der Gipfelregion befinden sich Teile des Naturschutzgebiets (NSG) Kalkklippen südlich des Iberges (CDDA-Nr. 163985; 1986; 46,92 Hektar) und südlich solche des NSG Hessische Schweiz bei Meinhard (CDDA-Nr. 163663; 1989; 2,4167 km²).

## Namensherkunft und Geschichte

### Namensherkunft

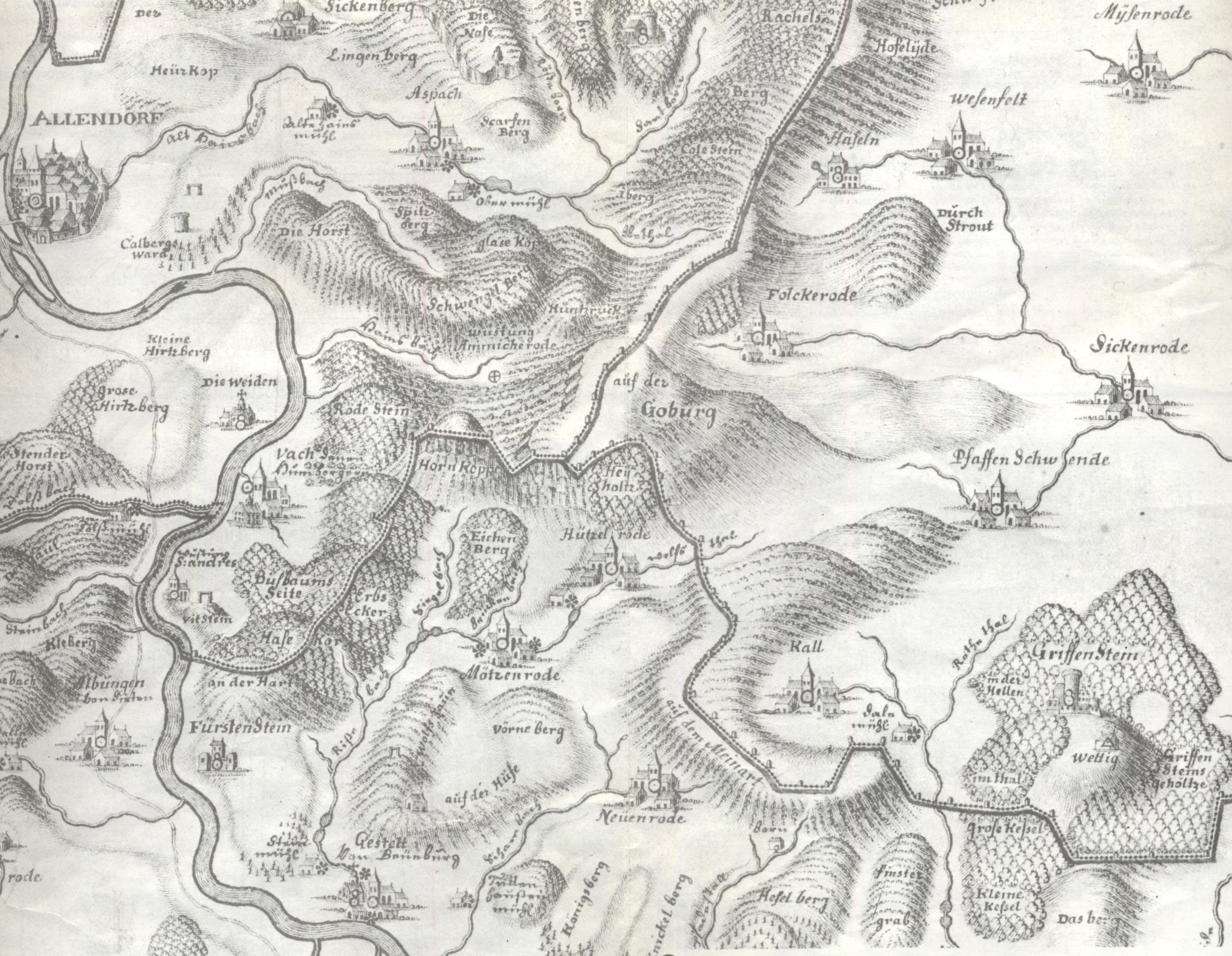
Kartenausschnitt aus dem frühen 18. Jahrhundert mit der Bezeichnung "auf der Goburg"

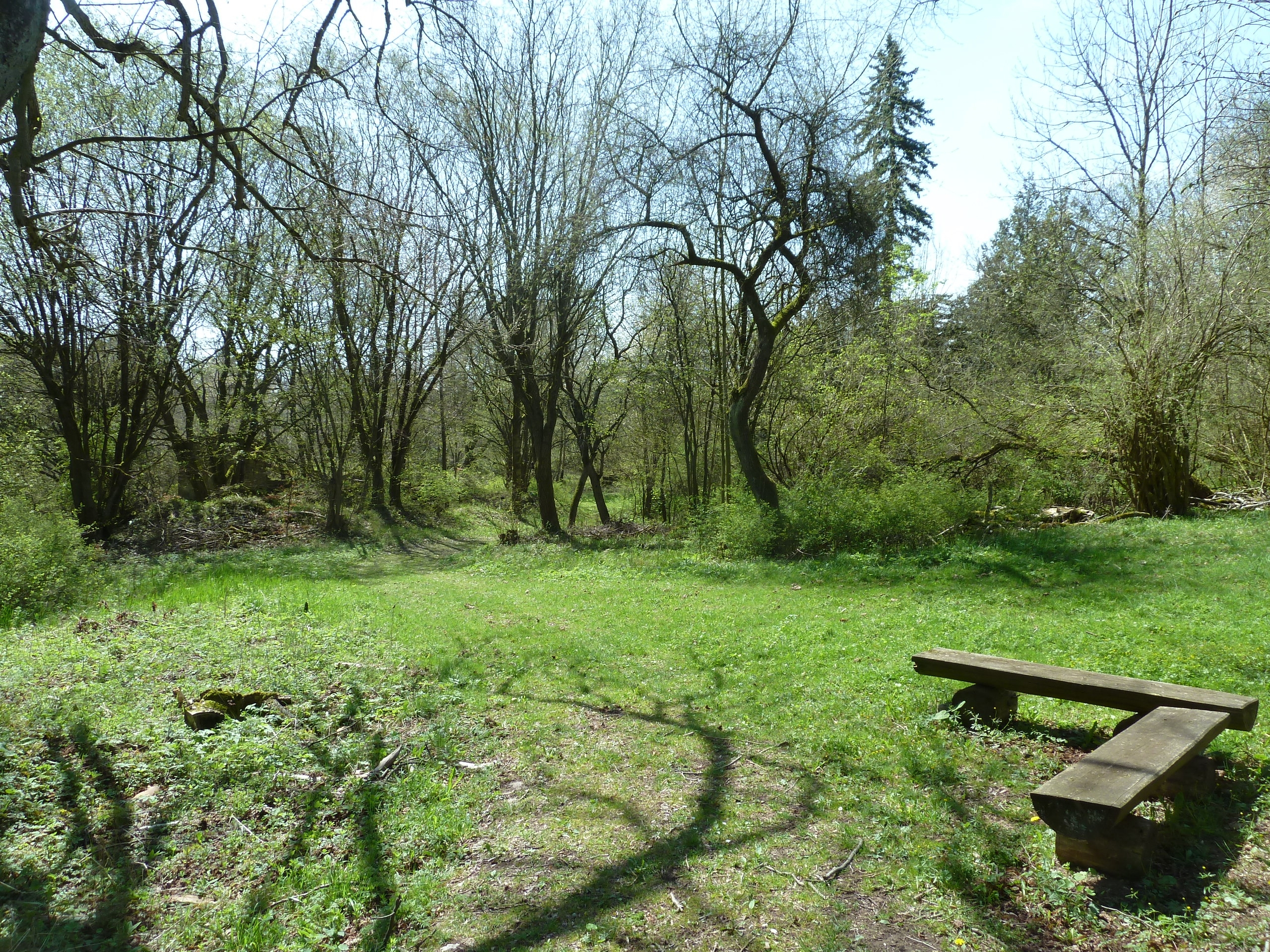
Ort des nach 1960 abgerissenen Gutshauses Goburg

Goburg ist ein alter Orts- und Bergname. Die schriftliche Ersterwähnung ist für das Jahr 1328 (Gaburg) belegt. Das Basiswort des Burgnamens ist im Alt- bzw. Mittelhochdeutschen offenbar eine Bezeichnung für "Gau, Land, Gegend". Durch Abwandlung der Sprache über die Jahrhunderte und durch mundartliche Einflüsse ist auch die Bezeichnung Gobert entstanden. Später wurde der Name vermutlich auf den gesamten Höhenzug übertragen. So ist eventuell auch zu erklären, warum auf historischen Karten (z. B. 1705–1715) noch der Bergname "auf der Goburg" zu finden ist, aber auf neuzeitlichen Karten kein Bergname mehr verzeichnet ist, sondern nur der Gebirgsname. Auf ersten topographischen Karten des 19. Jahrhunderts wird das Plateau oberhalb des Gutes auch als Eisfeld bezeichnet.

### Wüstung Goburg
Nach dem Berg benannte sich auch des Adelsgeschlecht derer von Volkerode (unter anderem Ritter Albert von Cuborc im Jahr 1321), die dort eine kleine Burg oder befestigten Hof besaßen. Dazu gehörte auch ein kleines Dorf, vermutlich für die Bediensteten und Hörigen (In villa Goburg; 1358). Wo sich die Burg befunden hat, ist nicht genau festzustellen, vermutlich im Bereich des späteren Gutes. In frühen Urkunden ist eine genaue Zuordnung des Namens zum hiesigen Ort Goburg nicht immer sicher gegeben, etwas weiter südlich bei Hildebrandshausen ist der heutige Bergname Goyberg (1350) für einen weiteren Ort (bei der wüsten Kirche) nachweisbar. Im 15./16. Jahrhundert wurde der Ort aufgegeben, die Bewohner und auch die Ritter siedelten sich in Volkerode an, wo sie bereits einen Hof mit Wohnturm besaßen. Im 16. Jahrhundert nennt sich die Familie auch von Volkerode genannt Goburg. 1548 wurde das Dorf als Wüstung Goburg erwähnt, als Konrad und Martin von Hanstein die Wüstung mit 13 Hufen Land vom Kurmainzer Erzbischof als Mannlehen bekamen.
Auf einer alten detailreichen eichsfeldisch/hessischen Grenzkarte aus dem Jahr 1583 sind oberhalb von Volkerode im Bereich der Goburg zwei leere Flächen markiert mit der Bezeichnung "Gohburgs" für die Wüstungsstätte des Dorfes und/oder der Burg. Das benachbarte Pfaffschwende ist ebenfalls als Wüstung und nicht als bebautes Dorf dargestellt.

### Gut Goburg
Ob Ende des 17. Jahrhunderts hier wieder Gebäude errichtet wurden, ist nicht sicher, auf der Karte von 1705 sind keine verzeichnet. Im 19. Jahrhundert wurde auf dem Berg trotz ungünstiger natürlicher Bedingungen der Gutshof Goburg mit Weide- und Landwirtschaft errichtet. Dieser wurde dann, nachdem er 1928 in den Besitz des Freiherrn Georg von Lünink übergegangen war, zum Forsthaus Goburg mit kleiner Landwirtschaft und benachbartem Sägewerk umfunktioniert. 1959 verließen die letzten Bewohner das Haus: Sie flüchteten in den Westen und überwanden dabei einschließlich Rindern den bereits existierenden Grenzzaun. Die einstige Gutsanlage wurde zwei Jahre nach dieser Flucht im Rahmen der Grenzsicherungsmaßnahmen der DDR abgerissen; Reste von Stallungen und Zisterne sind noch vorhanden.

### Innerdeutsche Grenze

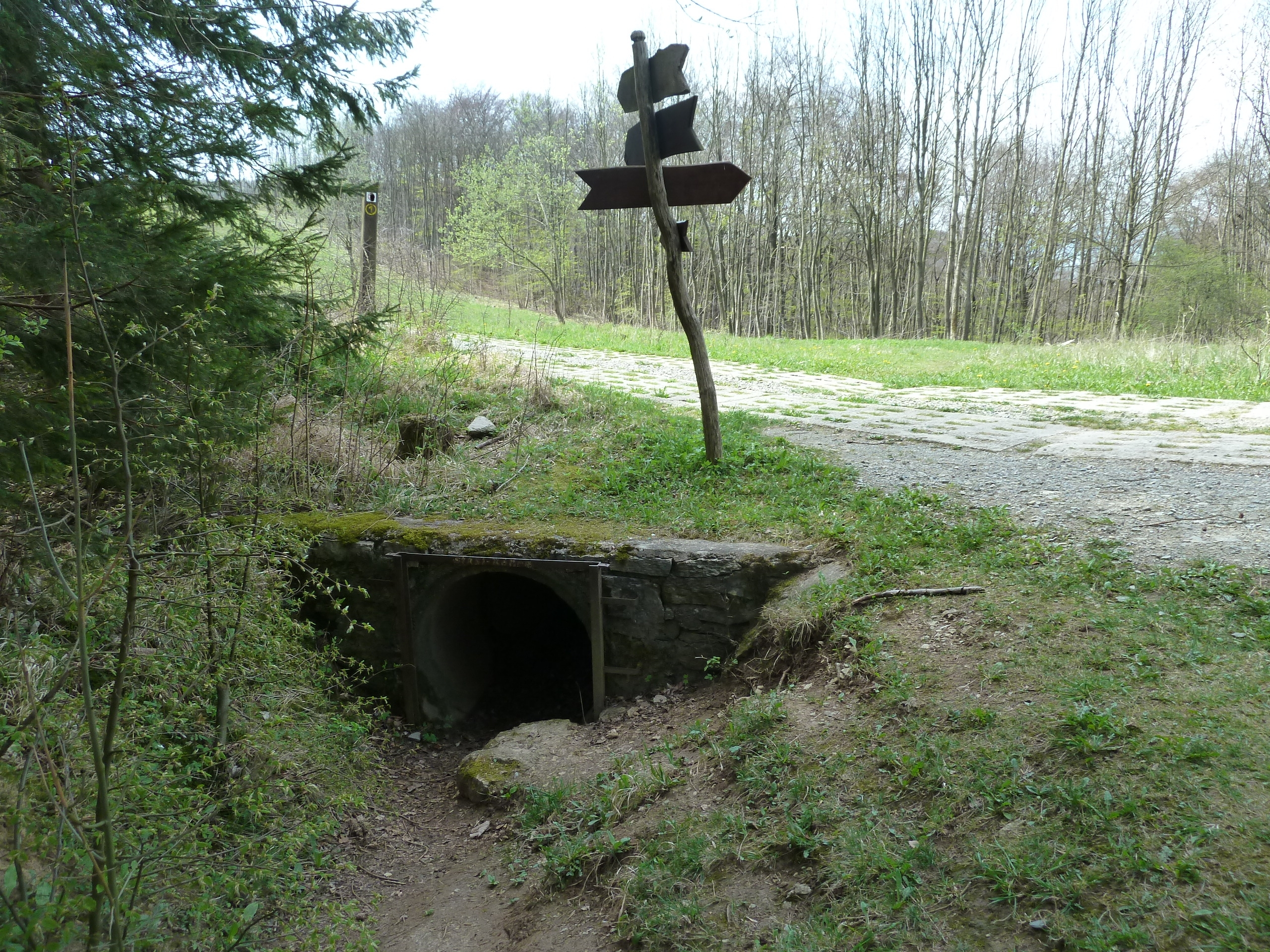
Stasiröhre nahe dem Uhlenkopf unter dem Kolonnenweg der ehemaligen innerdeutschen Grenze (Blick von Osten)

Unmittelbar an der westlichen Abbruchkante verlief die historische Grenze zwischen dem kurmainzischen Eichsfeld und der Landgrafschaft Hessen-Kassel, einige historische Grenzsteine sind noch vorhanden. Dieser Grenzverlauf bildete nach 1952 auch die Innerdeutsche Grenze. Die Grenzanlagen auf dem Berg wurden in den 1960er und 1970er Jahren weiter ausgebaut. Bis zur eigentlichen Grenze gab es einen etwa 50 bis 100 m breiten gerodeten Streifen mit dem Grenzzaun und dem Kolonnenweg. An einer unübersichtlichen Stelle führte eine Betonröhre unter den Grenzanlagen bis vor bundesdeutsches Gebiet, die sogenannte Stasiröhre. Hier konnten wohl Personen unerkannt unter den Grenzanlagen hindurchgeschleust werden; ob sie zur Ableitung von Oberflächenwasser gedacht war, ist fraglich. Am Waldrand oberhalb von Volkerode am Fuße des Berges wurde schließlich noch ein weiterer Zaun, der Grenzsicherungszaun errichtet, somit war der Berg für die Bevölkerung komplett abgeriegelt. Am 28. Dezember 1989 wurde am alten Sägewerk die Grenze erstmals geöffnet und die Bewohner von Volkerode und Hitzelrode konnten sich auf der Goburg wieder treffen.

## Sehenswertes
Die Goburg liegt im Wandergebiet des Höhenzugs Gobert und ist auf Waldwegen und -pfaden zu erreichen.
Sehenswürdigkeiten sind:
- Auf dem Gipfel befindet sich eine Bronzetafel mit Informationen zu umgebenden Landschaften und Bergen, obwohl die Gipfelregion des Berges wegen Bewaldung keine Aussichtsmöglichkeiten bietet.
- Ruinenreste des später zum Forsthauses Goburg umfunktionierten Gutshofs Goburg
- Marien-Bildstock: Die Marienstatue stammte ursprünglich aus dem Georgshaus der Caritas in Köln, das 1943 bei einem Bombenangriff zerstört wurde. Eine Reihe von Insassen des Hauses fanden Unterkunft im Forsthaus Goburg, und die Statue wurde in der Nähe aufgestellt. Nachdem klar wurde, dass das Gebiet unter sowjetische Besatzung kommen sollte, verließen die Insassen das Forsthaus wieder, die Statue wurde von einer Familie aus Volkerode aufbewahrt. Nach der deutschen Wiedervereinigung wurde der Bildstock 1991 wieder aufgestellt.
- altes Förstergrab
- Schutzhütte mit Gedenkstein zur Grenzöffnung 1989 und einem kleinen Stück Grenzzaun nahe dem ehemaligen Sägewerk
- Hütte (an Sonn- und Feiertagen bewirtschaftet) des Heimatvereins Volkerode; nebenan steht das Antennenhäuschen, eine ehemalige Funkstation der Grenztruppen, die aktuell von Funkamateuren genutzt wird[7]
- Stasiröhre (Agentenschleuse vom Uhlenkopf): eine 38 m[7] lange Betonröhre nahe dem Uhlenkopf unter dem Kolonnenweg der ehemaligen innerdeutschen Grenze, durch die vermutlich Agenten des DDR-Staatssicherheitsdienstes in die Bundesrepublik geschleust wurden.